# Cư dân mạng
Cư dân mạng hay công dân mạng (tên tiếng Anh: netizen) là một thuật ngữ có nguồn gốc bằng từ ghép của các từ  tiếng tiếng Anh là Internet và citizen (công dân). Cư dân mạng được định nghĩa là một thực thể hay cá nhân tích cực tham gia vào cộng đồng mạng (online) và người dùng (user), thành viên của những mạng xã hội, thông qua các hình thức như giao lưu trực tuyến, trao đổi trực tuyến, trò chuyện trực tuyến, liên lạc trực tuyến và các hình thức khác của mạng xã hội. Thuật ngữ này cũng có thể bao hàm sự quan tâm trong việc cải thiện Internet, đặc biệt là liên quan đến việc mở trong truy cập mạng và tự do ngôn luận. Trong tiếng Anh, cư dân mạng cũng thường được gọi là cybercitizens tức cư dân ảo, cộng đồng ảo trong đó có ý nghĩa như nhau.

## Hiện trạng
Mạng xã hội có những tính năng như chat, thư điện tử (e-mail), phim ảnh, chat voice, chia sẻ tập tin, blog và xã luận. Mạng đổi mới hoàn toàn cách cư dân mạng liên kết với nhau và trở thành một phần tất yếu của mỗi ngày cho hàng trăm triệu thành viên khắp thế giới. Các dịch vụ này có nhiều phương cách để các thành viên tìm kiếm bạn bè, đối tác: dựa theo nhóm (ví dụ như tên trường hoặc tên thành phố), dựa trên thông tin cá nhân (như địa chỉ e-mail hoặc screen name), hoặc dựa trên sở thích cá nhân (như thể thao, phim ảnh, sách báo, hoặc ca nhạc), lĩnh vực quan tâm: kinh doanh, mua bán...
| Tên                 | Miêu tả                                                             | Số thành viên                     |
| ------------------- | ------------------------------------------------------------------- | --------------------------------- |
| Windows Live Spaces | Blog                                                                | 120 000 000                       |
| Facebook            | Tỉ lệ truy cập cao nhất ở Canada và ở Anh, nhiều nhân vật nổi tiếng | 750 000 000 (tài khoản hoạt động) |
| Google+             | Mạng xã hội của Google                                              | 540 000 000                       |
| Friendster          | Rất phổ biến ở Philippines, Malaysia, Indonesia và Singapore        | 115 000 000                       |
| hi5                 | Audience variée (Amérique centrale, Mongolie, Roumanie,...)         | 80 000 000                        |
| Tagged              | Tagged.com                                                          | 70 000 000                        |
| Flixster            | Thiết kế dành cho những người yêu phim ảnh                          | 69 000 000                        |
| Weibo               | Rất phổ biến tại Trung Quốc                                         | 55 000 000                        |
| Classmates          | Giúp mọi người tìm lại được những người bạn học cũ                  | 40 000 000                        |
| Bebo Bebo           | Được sử dụng rộng rãi nhất ở Ireland                                | 40 000 000                        |
| Orkut               | Rất phổ biến ở Brasil và Ấn Độ                                      | 37 000 000                        |
| Netlog              | Rất phổ biến tại Bỉ                                                 | 35 000 000                        |
| Twitter             | Mạng nhắn tin nhanh, blog nhỏ                                       | 100 triệu                         |

Ở Việt Nam nhiều người trong giới giải trí như ca sĩ, diễn viên, người mẫu và những người nổi tiếng khác thường có nhiều chiêu trò đánh bóng tên tuổi của mình thông qua việc phát ngôn gây tranh cãi, gây sốc, tung ảnh khỏa thân, phát tán ảnh hoặc clip về cảnh giường chiếu, cảnh đánh nhau viết tâm thư đặng lên mạng, giả gái, ăn mặc hở hang, tuyên bố đồng tính, nói xấu đời tư người khác và nhiều chiêu trò khác thông qua các mạng xã hội gây xôn xao, sửng sốt cho cư dân mạng từ đó tạo hiệu ứng xã hội rất lớn và qua làm nổi bật tên tuổi của mình.